# Camigliatello Silano

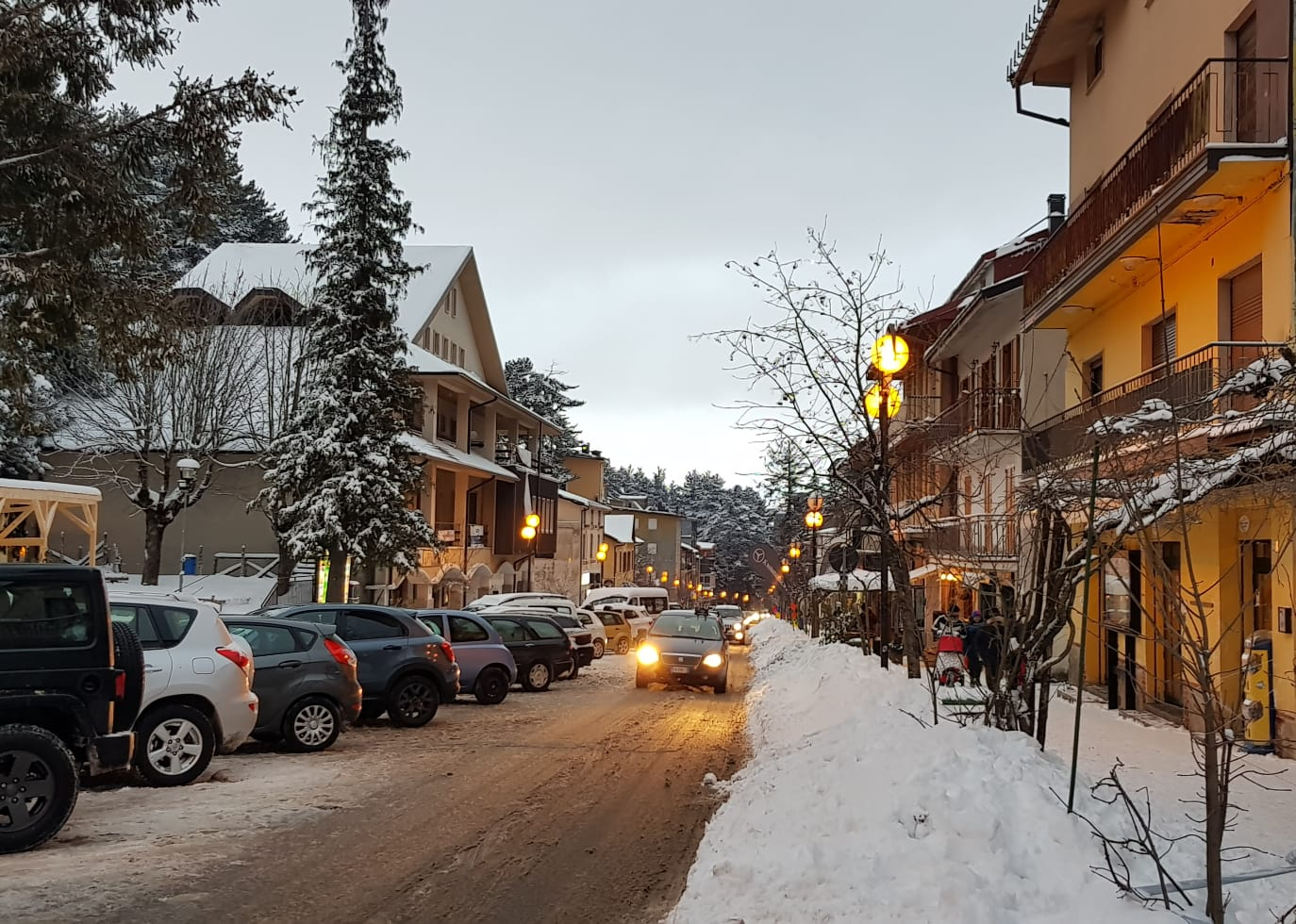
Via Roma

Camigliatello Silano è una località montana del comune di Spezzano della Sila (CS), sulla Sila Grande in provincia di Cosenza. È posta a 1 271 metri di altitudine ed è una delle località silane a maggiore vocazione turistica, durante tutte le stagioni e soprattutto d'inverno, disponendo di un moderno impianto di risalita e di due piste da sci (1 blu e 1 rossa)     .
Il principale nucleo urbano del villaggio si trova all'interno del parco nazionale della Sila, dove tutto l'anno si possono ammirare gli animali presenti e fare escursioni lungo i percorsi dei boschi silani, mentre numerose altre piccole frazioni sviluppatesi lungo la strada che dal villaggio porta al lago Cecita (un bacino artificiale), facenti tutte parte del complesso turistico di Camigliatello, sono poste al di fuori dei confini del parco.

## Geografia fisica

### Il bosco

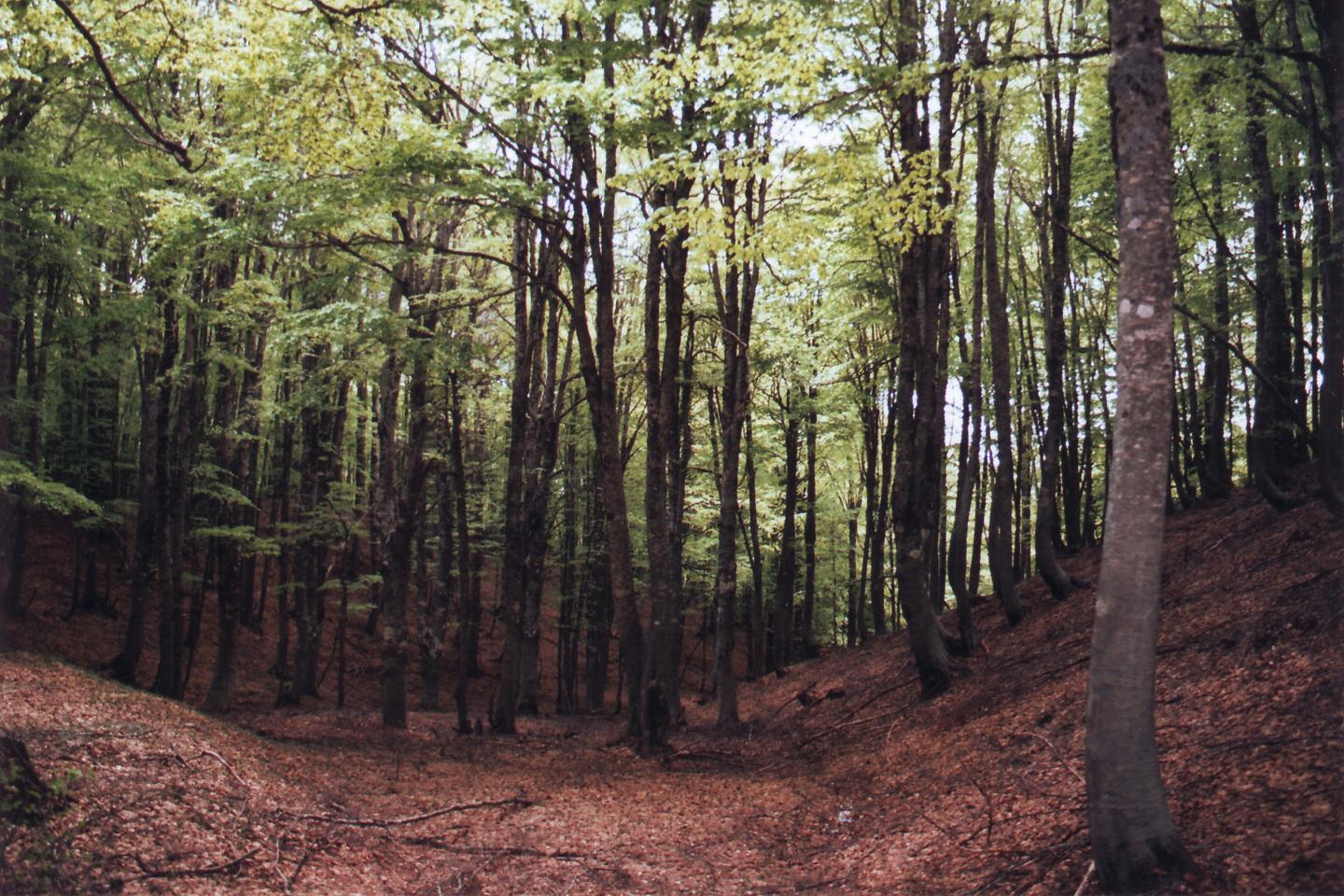
Faggeta della Sila Grande

Il bosco che circonda Camigliatello è molto vario: tra i 1100 e i 1300 metri i pini larici hanno la dominanza, affiancati, intorno ai 1350 metri, dal faggio. A 1500 metri la faggeta è quasi pura, accompagnata solo dalla presenza di qualche abete bianco e da pini larici.

### Clima
Il clima di questa zona è tipicamente montano.
Gli inverni sono lunghi, sufficientemente nevosi dai 1000 ai 1300 metri e più persistenti (manto nevoso presente da dicembre ad aprile) al di sopra dei 1400 metri; in alcuni anni in tali zone si possono superare i 2 metri di neve al suolo. Le temperature sono piuttosto rigide: la media di gennaio è di circa 0 °C, con punte minime fino ad oltre -15 °C durante ondate di gelo eccezionali. 
L'estate è fresca con sporadici temporali di breve durata durante le ore pomeridiane.

## Cultura

### Aree archeologiche
Antichissime testimonianze risalgono all'Homo erectus (Paleolitico inferiore) e all'uomo di Neandertal (Paleolitico medio). Tra la fine del neolitico e l'inizio dell'età del rame (3800-3300 a.C.), tutta la Sila venne occupata da insediamenti di agricoltori e pescatori che sfruttavano le antiche conche lacustri (Arvo e Cecita) con un particolare metodo di pesca con la rete. Ulteriori testimonianze risalgono all'antica età del bronzo (Ampollino e Cecita).
L'insediamento preistorico di Piana di Cecita è stato estesamente indagato dalla Soprintendenza per i Beni Archeologici della Calabria negli anni 2004-2008 con ricognizioni di superficie e scavo di ampi settori. Purtroppo esso risulta essere stato danneggiato da attività di scavo non autorizzate che hanno cancellato oltre 3000 metri quadrati di superficie archeologica (indagini a cura del Comando Carabinieri Tutela Patrimonio Culturale - Nucleo di Cosenza). Fortunatamente migliaia di reperti (vasi, strumenti in selce ed ossidiana, asce di pietra) sono stati sequestrati a cura dei Carabinieri e, su disposizione della Magistratura, dissequestrati in favore dello Stato e consegnati alla Soprintendenza archeologica.
Il più importante insediamento di età greca (VI-III secolo a.C.), in Sila, è costituito dall'area sacra scoperta, a breve distanza da Camigliatello Silano, nel lago Cecita ad opera della Soprintendenza archeologica. Altri scavi archeologici hanno messo in luce un importante insediamento di età romana con un grande edificio dedicato all'estrazione e lavorazione della pece, attivo tra il III secolo a.C. ed il III secolo d.C.,

### Museo Archeologico della Sila
A Camigliatello Silano, prossimo al lago Cecita, è in corso di realizzazione un Centro scientifico-espositivo, destinato a divenire il Museo Archeologico della Sila che accoglierà una selezione dei reperti archeologici frutto delle ricerche della Soprintendenza per i Beni Archeologici della Calabria.

### Chiesa dei Santi Roberto e Biagio

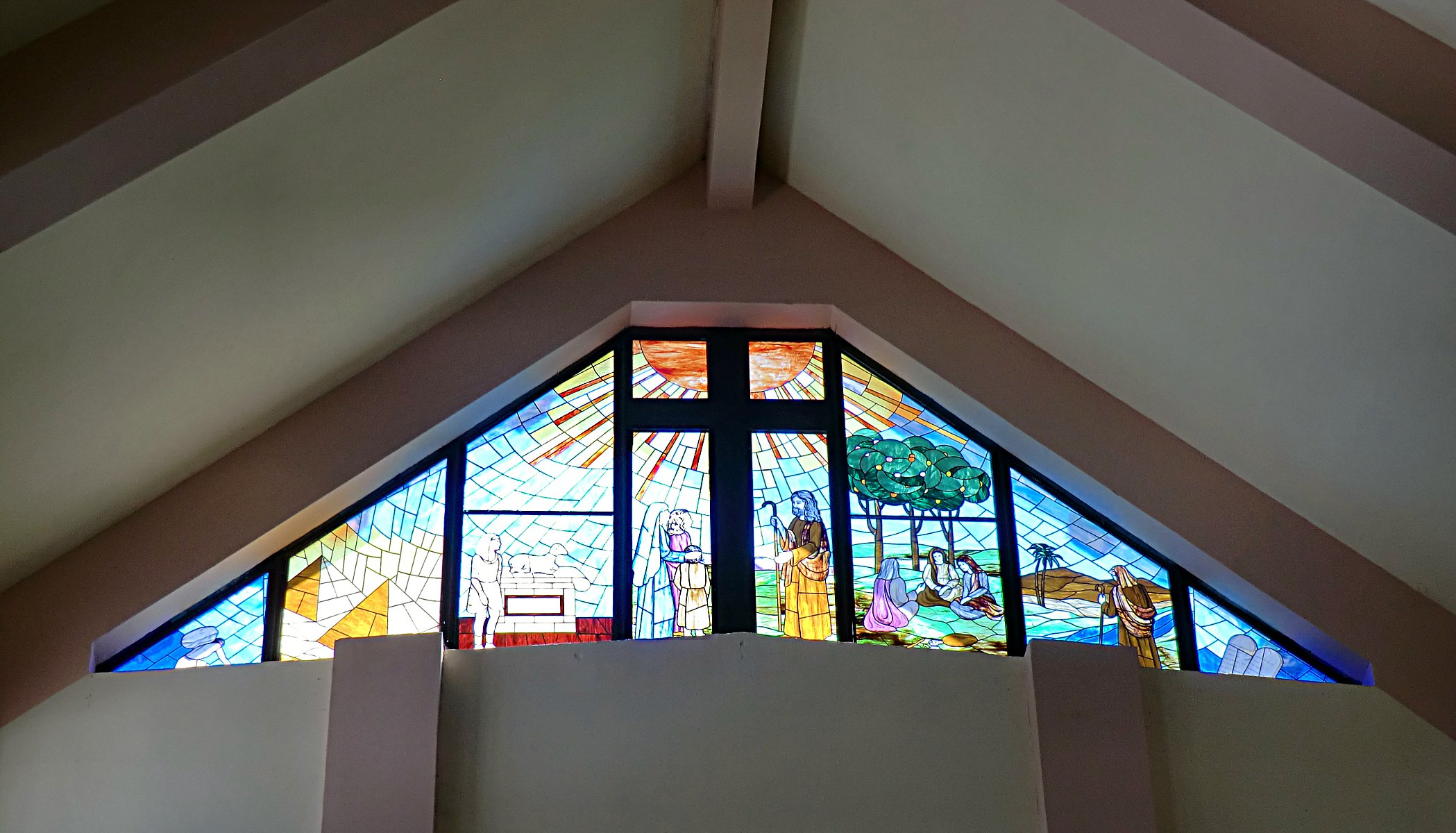

La Chiesa dei Santi Biagio e Roberto, nella frazione di Camigliatello a Spezzano della Sila, venne costruita nel 1931 quando la località era costituita ancora soltanto di baracche. Qui si fermavano i sacerdoti di passaggio per celebrare messa. Solo nel 1937, l’Arcivescovo di Cosenza vi istituì la parrocchia intitolandola ai Santi Biagio e Roberto Abate. Dagli anni ’50 è stata affidata ai cappuccini di Cosenza e trasformata da una semplice struttura in legno nell’edificio attuale.  
L’aspetto esterno si integra perfettamente con il paesaggio, grazie al tetto a falde e all’utilizzo del legno di pino, riproposto anche all’interno per l'altare e il fonte battesimale. Alle spalle dell’altare è presente un grande mosaico, raffigurante l'Assunzione della Madonna, realizzato nel 1980 dall’artista Ugolino da Belluno.

## Sport
Gli sport praticabili in inverno sono lo sci ed altri tipi di sport invernali. In estate le enormi distese alberate si adattano ad ogni tipo di sport all'aria aperta, dalle passeggiate all'equitazione fino agli sport alpinistici, senza dimenticare la mountain bike, per la quale i sentieri silani sono particolarmente adatti.

### Sci

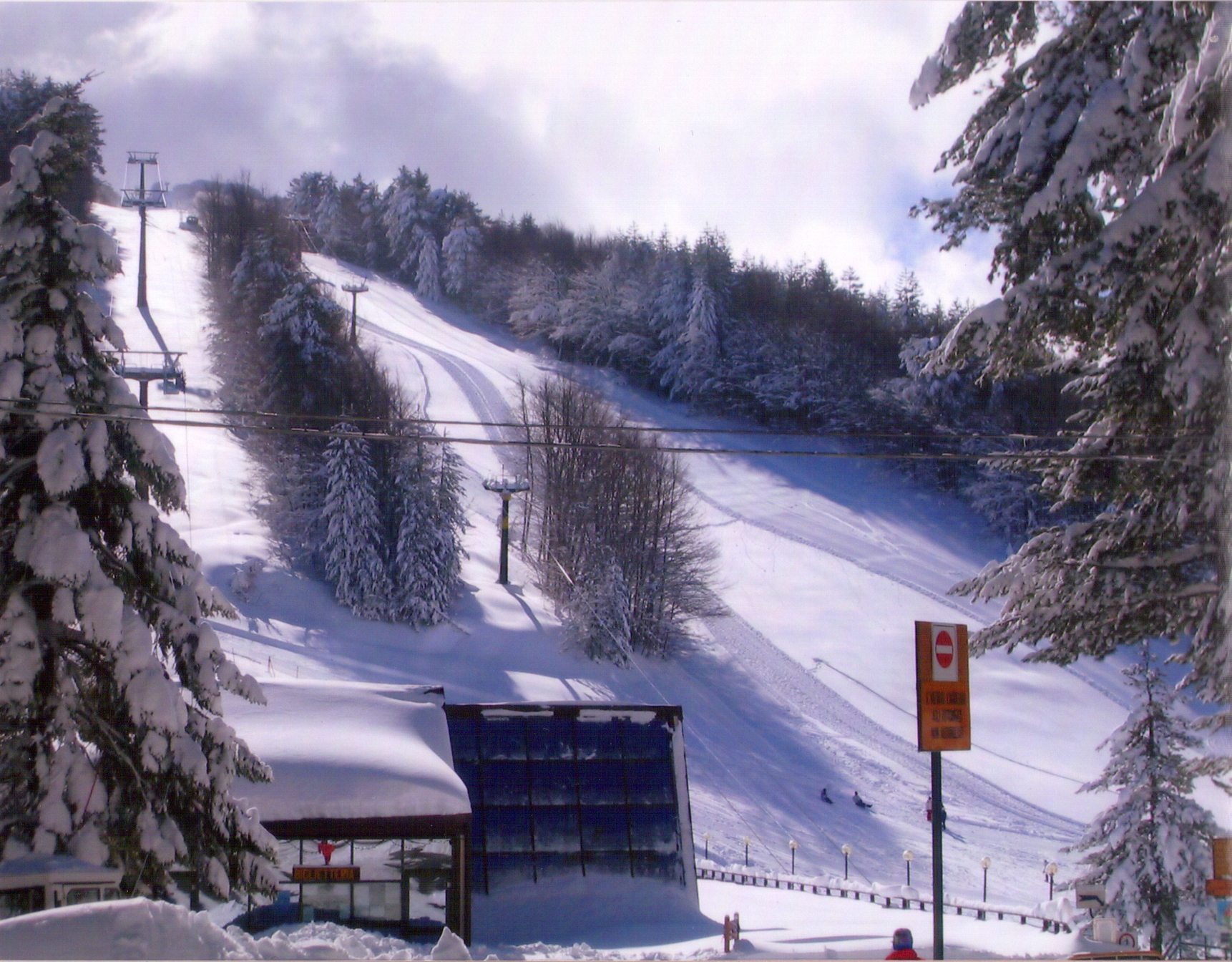
Gli impianti di risalita di Monte Curcio

Inaugurata nell'inverno fra il 2001 e il 2002, la cabinovia di Monte Curcio è costata circa 7 milioni di euro, è stata realizzata dall'A.R.S.S.A. ed ha una capacità di trasporto di 1800 persone all'ora; ogni inverno viene utilizzata da migliaia di sciatori.
Camigliatello Silano dispone di due piste per sci alpino e di una pista per sci di fondo. Le prime due piste di colore blu e rosso coprono una distanza complessiva di 4,3 km.
Esistono progetti di collegamento con gli impianti di Lorica, dal Monte Botte Donato al Monte Scuro uniti dalla strada delle vette.

### Ciclismo
Nel 1982 Camigliatello Silano è stata sede di arrivo dell'undicesima tappa del Giro d'Italia. Nel 2020 Camigliatello fu per la seconda volta sede di arrivo di una tappa del Giro d'Italia, dove si svolse la quinta tappa con partenza da Mileto.
Tappe del Giro d'Italia con arrivo a Camigliatello Silano
| Anno | Tappa | Partenza | km  | Vincitore di tappa | Maglia rosa     |
| ---- | ----- | -------- | --- | ------------------ | --------------- |
| 1982 | 11ª   | Palmi    | 229 | Bernard Becaas     | Francesco Moser |
| 2020 | 5ª    | Mileto   | 225 | Filippo Ganna      | João Almeida    |

| Anno | dal    | al     | Evento                                                 |
| ---- | ------ | ------ | ------------------------------------------------------ |
| 2009 | 11-set | 13-set | 41º Campionato Italiano di Campagna di Tiro con l'Arco |
| 2012 | 31-ago | 02-set | 44º Campionato Italiano di Campagna di Tiro con l'Arco |

## Manifestazioni

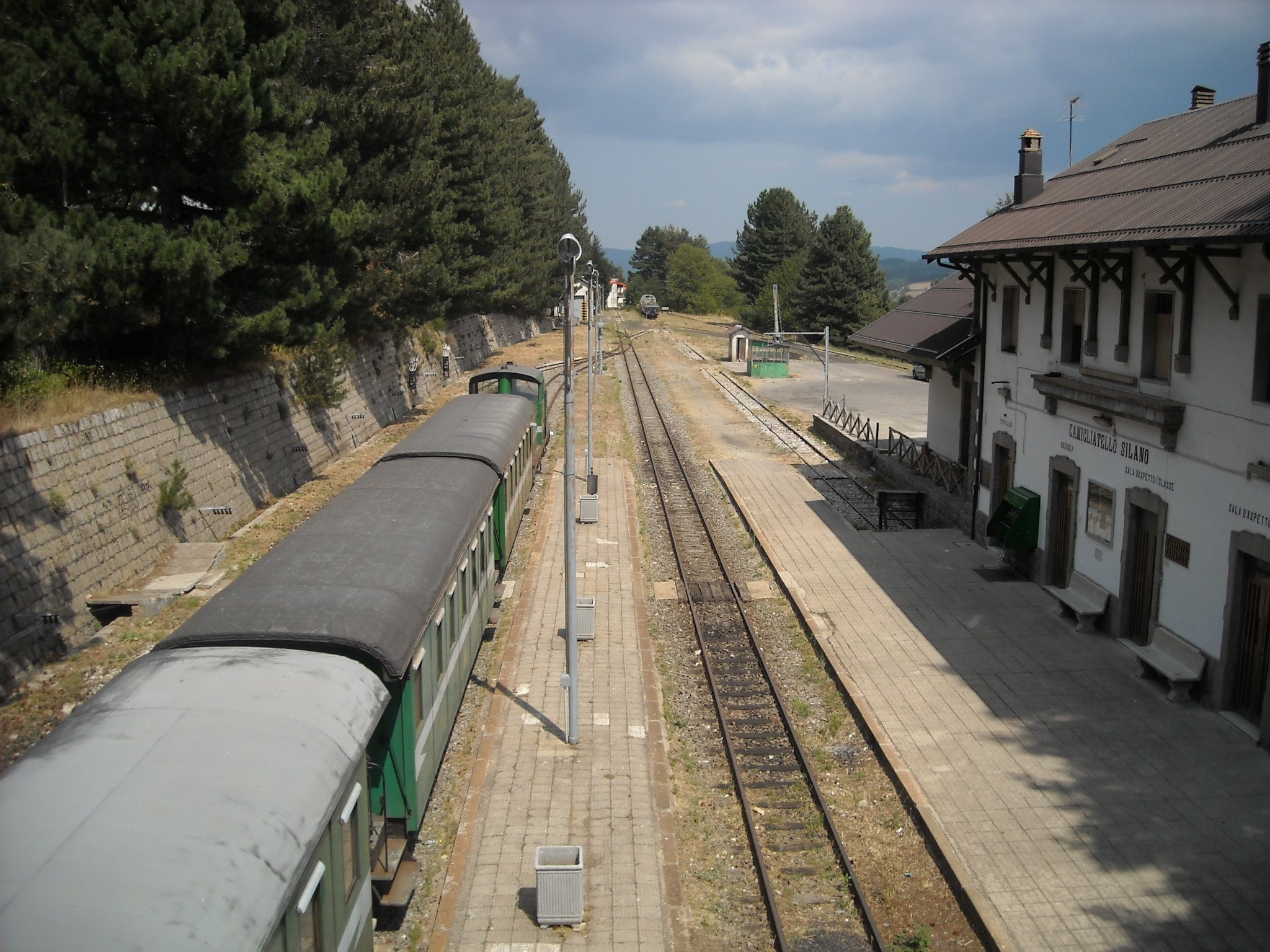
Stazione di Camigliatello Silano con treno storico in sosta

### Trenino storico della Sila
Nelle stagioni estive e invernali le Ferrovie della Calabria organizzano un viaggio in treno da Camigliatello Silano a San Nicola Silvana Mansio, sulla linea Cosenza - San Giovanni in Fiore. Questa linea a scartamento ridotto, attualmente limitata a Spezzano della Sila per quanto riguarda il servizio regolare, ha trovato in questo breve tratto un grande e importante impiego turistico. Infatti il viaggio su carrozze storiche, datate 1932, al traino di locomotive a vapore FCL del gruppo 350, 400 e 500, o, in caso di manutenzione delle stesse, locomotore diesel, rappresenta una grande attrattiva per i turisti e per gli appassionati di ferrovie, affascinati dai paesaggi che questa ferrovia attraversa.

### Sagra del fungo
In autunno (dal 1969) si svolge la popolare sagra del fungo, uno dei più prelibati alimenti della tradizione silana.
La manifestazione dura tre giorni, durante la quale si possono assaggiare varie specialità a base di funghi, e prodotti tipici della Calabria, allietati da spettacoli folkloristici.

### Sagra della patata
Dal 1978, nel mese di ottobre si tiene la "Sagra della patata della Sila", con annessa una fiera dell'artigianato locale.

## Infrastrutture e trasporti
Il comune è interessato dalle seguenti direttrici stradali:
- Strada statale 107;
- Strada provinciale 56.